# Bécancour (Québec)
Bécancour (Aussprache [bekɑ̃kuʁ]) ist eine Stadt (ville) und Hauptort der gleichnamigen MRC Bécancour in der kanadischen Provinz Québec. Im Stadtgebiet von Bécancour liegt das Indianerreservat Wôlinak, das von rund 170 Mitgliedern der Waban-Aki Nation bewohnt wird.
Bécancour liegt an der Mündung des gleichnamigen Flusses Bécancour in den Sankt-Lorenz-Strom, gegenüber der Großstadt Trois-Rivières. Bécancour erhielt das Stadtrecht am 17. Oktober 1965. Namenspate ist Pierre Robineau, zweiter Baron von Portneuf und Herr von Bécancour (1654–1724).
Die Stadt verfügt über einen Seehafen am Sankt-Lorenz-Strom. Im Ortsteil Gentilly befindet sich das Kernkraftwerk Gentilly.

## Persönlichkeiten
- Léon Abel Provancher (1820–1892), Naturwissenschaftler
- Denis Villeneuve, Filmregisseur und Drehbuchautor
- Sam Montembeault (* 1996), Eishockeyspieler